# Phanoxyla elongata
Phanoxyla elongata är en fjärilsart som beskrevs av Clark 1937. Phanoxyla elongata ingår i släktet Phanoxyla och familjen svärmare. Inga underarter finns listade i Catalogue of Life.